# 坎農城 (明尼蘇達州)
坎農城（英語：Cannon City）是位於美國明尼蘇達州賴斯縣坎農城鎮區的一個非建制地區。

## 地理
坎農城所處的海拔為高於海平面367米（即1204英呎），而該地所採用的時區為UTC-6，即北美中部時區（CST）。同時該地設有夏令時間，為UTC-6調快一小時，即UTC-5（CDT）。